# Christer Kiselman
Christer Oscar Kiselman, född 8 april 1939, är en svensk matematiker och sedan september 2014 gästprofessor vid Institutionen för informationsbehandling vid Uppsala universitet. Han disputerade 1966 vid Stockholms universitet och var under åren 1968–2006 laborator, biträdande professor och professor i matematik vid Uppsala universitet. Kiselman invaldes 1983 som ledamot av Kungl. Vetenskaps-Societeten; 1984 som ledamot av Kungl. Vetenskapssamhället; och 1990 som ledamot av Kungl. Vetenskapsakademien. Han är hedersdoktor vid Université Paul Sabatier i Toulouse (2000).